# 사랑의 경주
《사랑의 경주》(영어: Six Pack)는 1982년에 개봉한 미국의 영화이다.

## 한국판 성우진(KBS) (1993년 6월 20일)
- 이강식 - 브루스터 베이커(케니 로저스)
- 서혜정 - 브리지(다이안 레인)
- 손정아 - 라일라(에린 그레이) / 시프티(로비 스틸)
- 장정진 - 터크(테리 키저)
- 유해무 - 뚱보(배리 코빈)
- 홍경화 - 해리(로비 플레밍)
- 이연희 - 더그(앤서니 마이클 홀)
- 안종익 - 방송 기자(래리 라슨)
- 강구한 - 브루스터의 친구(빌 애쉬)
- 김영민 - 브루스터의 친구(버트 레이놀즈) / 클라랑스(어니스트 딕슨)
- 함수정 - 디나(조 알)
- 김민석 - 팬스키(테리 비버) / 경기 중계 해설(크리스 에코노마키)
- 이재용 - 경찰(밥 한나) / 경기 중계 해설(척 울레리)